# Christiane Therese Gayer
Catharine Christiane Therese Gayer (* 19. April 1819 in Gotha; † 17. Februar 1896 ebenda) war eine deutsche Gönnerin der thüringischen Stadt Gotha.

## Leben
Die Tochter eines Kaufmanns lebte nach dem Tode ihrer Eltern (1846/1853) mit ihren beiden Schwestern, von denen die eine pflegebedürftig und sehr krank war, in aller Zurückgezogenheit.

## Vermächtnis
Gayer verfügte 1895 in ihrem Testament, dass die Stadt Gotha ihren gesamten Grundbesitz und 320.000 Mark erben solle. Die Geldsumme soll alleinstehenden, unverheirateten und bedürftigen Frauen ihrer Heimatstadt zugutekommen. 1899 wurde eine weitere Verfügung erfüllt, indem ihr Haus in der Schützenallee 10 als Altersheim für 20 Frauen umgebaut wurde. Im gleichen Jahr wurde die „Therese-Gayer-Stiftung“ gegründet. Deren Vermögensstand betrug im Jahre 1905 373.192 Mark. 1962 wurde das Gebäude nochmals für 58 Personen erweitert. 1992 wurde das Feierabendheim an die „Städtische Heime Gotha GmbH“ angegliedert.

## Ehrungen

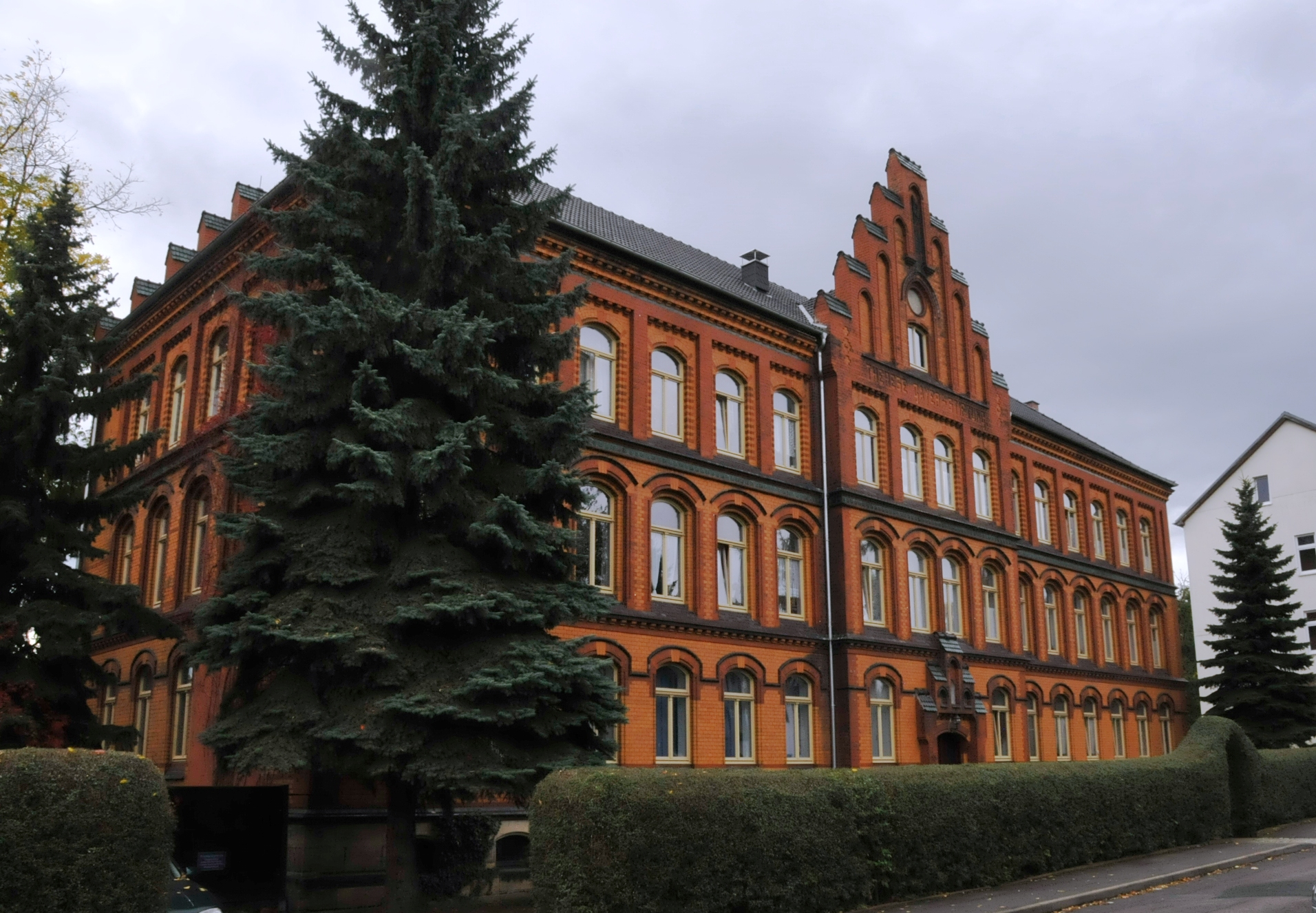
Schützenallee 10

- Die Stadt Gotha benannte die Gayerstraße in der Nähe des Schmalen Rains nach der Wohltäterin.
- Das Pflegeheim in der Schützenallee 10 trägt den Namen von Therese Gayer und gehört zu den Kulturdenkmalen Gothas.